# Schneekatastrophe 1978/1979
Die Schneekatastrophe 1978/1979 war ein Wetterereignis mit Schneestürmen und Schneefällen von außergewöhnlichem Ausmaß in Verbindung mit ungewöhnlich tiefen Temperaturen in Nord-, Mittel- und Ostdeutschland sowie in angrenzenden Gebieten wie Dänemark, Südschweden (Schonen) und dem nördlichen Polen. Nach dem Beginn zur Jahreswende 1978/1979 führte ein zweites Ereignis im Februar 1979 ebenfalls zu schweren Behinderungen in weiten Gebieten Norddeutschlands.
Eine derartige Wetterlage ist für Norddeutschland sehr ungewöhnlich (siehe Klima in Deutschland). Der Schneesturm der Jahreswende wurde als Katastrophenfall bezeichnet. Auch bei dem Februarereignis gab es Katastrophenalarme.

## Dezember-/Januar-Ereignis

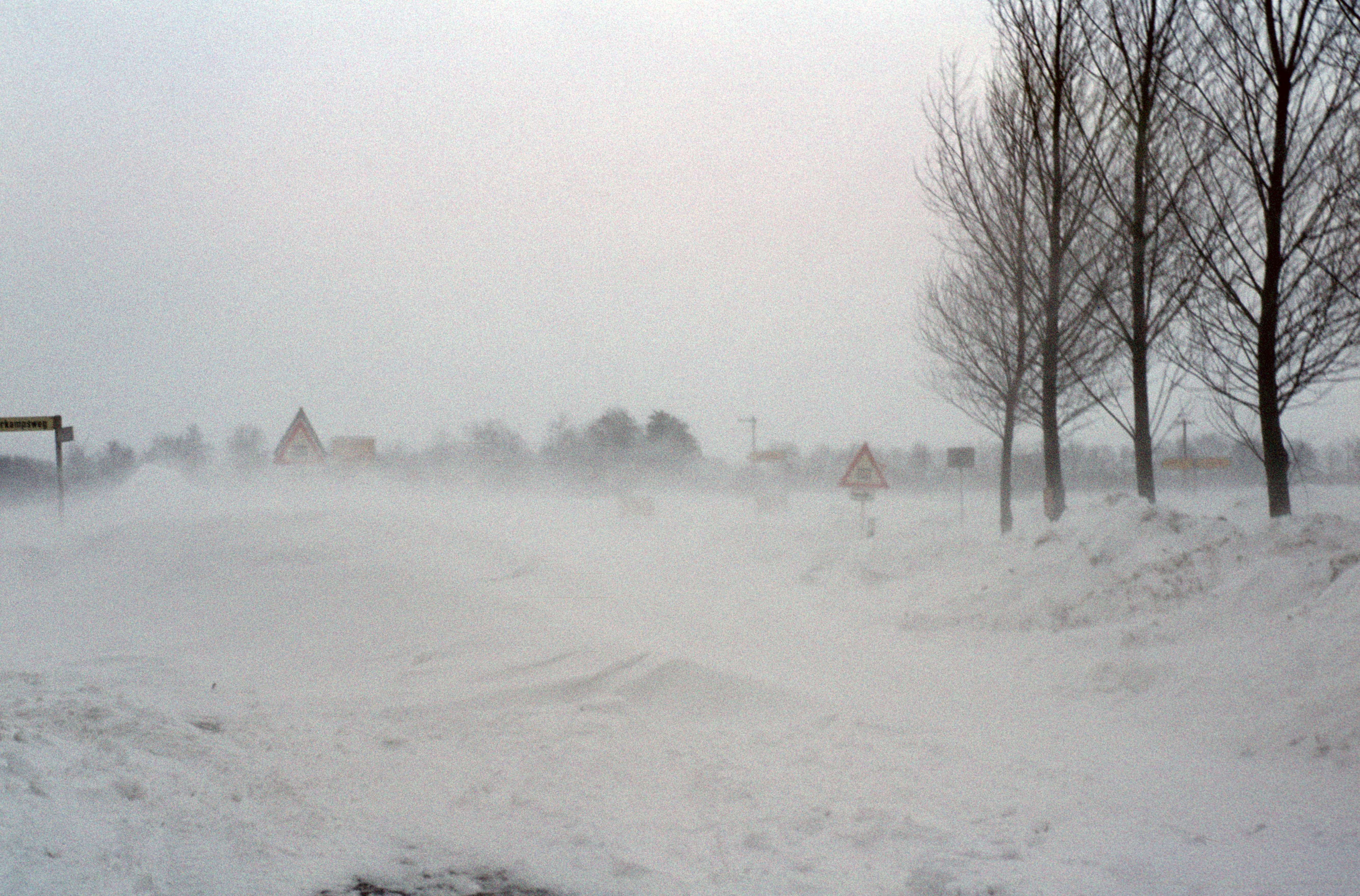
Hohenlockstedt in Schleswig-Holstein im Winter 1978–1979

### Wetterlage und -ablauf
Über Weihnachten herrschte in ganz Deutschland Tauwetter. Entlang des Rheins gab es Höchsttemperaturen von 10 bis 13 °C. Die deutschen Alpen waren bis zu diesem Zeitpunkt ungewöhnlich weit hinauf schneefrei, Flüsse im Vorland führten Hochwasser. Zum Jahreswechsel 1978/79 erlebte der Norden Deutschlands einen Wintereinbruch, dessen Ausmaße zunächst nicht abzusehen waren. Ende Dezember 1978 verschärften sich die Temperaturdifferenzen in Europa; ein stabiles, im Laufe mehrerer Wochen aufgebautes Hochdruckgebiet über Skandinavien und ein Tiefdruckgebiet aus dem Rheinland berührten sich über der Ostsee. Luft aus Hochdruckgebieten strömt generell in Gebiete mit Niedrigdruck; sie rotiert dabei auf der Nordhalbkugel im Uhrzeigersinn um den Kern des Hochs und wird dabei von ihm weggedrückt: Ein massiver Kälteeinbruch begann.
An der Rückseite des Tiefdruckgebiets strömte vom Atlantik milde Luft nach Frankreich und Süddeutschland; über Nordrussland und Nordskandinavien herrschten verbreitet Temperaturen von unter −30 °C. Über der südlichen Ostsee bildete sich eine scharfe Luftmassengrenze und zog südwärts. Der Temperaturunterschied am 28. Dezember war extrem: −47 °C in der schwedischen Region Norrland begegneten der mitteleuropäischen Warmluft mit ihrer relativen Luftfeuchte von über 90 Prozent. Das extreme Wetter begann am 29. Dezember 1978, als man in Danzig bereits −18 °C und 1 m Neuschnee maß. Im nördlichen Teil Schleswig-Holsteins begann es im Laufe des Nachmittages und auf Rügen abends zu schneien, während es südlich der Eider noch stark regnete, und in Freiburg 15 °C gemessen wurden. Schon am Abend wurden Straßen und sogar eine Autobahn unpassierbar. Während der Nacht wurde aus dem zunächst dichten Schneegestöber, das nach und nach das ganze Land überzog, ein ausgewachsener Schneesturm, der mit bis zu Windstärke 10 wütete und fünf Tage andauerte. Die Ostsee vor Sassnitz fror innerhalb weniger Stunden vollständig zu, gleichzeitig gab es ein Ostseesturmhochwasser. In Ostholstein wurden Schneehöhen bis 70 cm verzeichnet. Innerhalb weniger Stunden fielen die Temperaturen um 20 Grad.
Am 29. Dezember begann der Tag in Berlin noch mit bis zu +8 °C. Dann sickerte kalte Luft ein, die Temperatur fiel innerhalb nur einer Stunde um 5 Grad. Abends war es bereits frostig, dennoch regnete es dort bei −5 °C zunächst noch. Die Kaltluft war so schwer, dass sie sich als schmale Schicht unter die darüberliegende, mildere Luft, aus der es noch regnete, schob. Sie erreichte am Morgen des 30. Dezember die südlichen Mittelgebirge der DDR sowie Hessen. Ein aus Frankreich heranziehendes Tief sorgte kurzzeitig für eine Milderung, verbunden mit Regen und Glatteis. Nach seinem Abzug nach Osten traf auf seiner Rückseite am 31. Dezember 1978 der nächste Kaltluftschwall ein. Es begann in Berlin stark zu schneien, und ein scharfer Ostwind mit Stärke 8 blies. Das Zentrum der Kälte mit Temperaturen von bis zu −23 °C lag nun zwischen Berlin und Dresden. In Ust-Schtschuger im russischen Uralvorland im Nordosten des Kontinents wurden −58,1 °C gemessen, die bisher tiefste registrierte Temperatur in Europa. An der Wetterstation Berlin-Dahlem war der Neujahrstag 1979 mit −18,6 °C am Morgen der kälteste seit Beginn der Aufzeichnungen; im Thüringer Wald erfolgte ein Temperatursturz von +7 °C auf −25 °C. Bedingt durch die starken Luftdruckgegensätze wehte der Nordostwind mit Sturmstärke. Am späten Vormittag des 1. Januar ließ der Sturm im Norden allmählich nach, während die Kälte über die Niederlande und Belgien bis Frankreich vordrang.
Am Neujahrstag 1979 erreichte die Kaltluft auch den Alpenrand. Die in Bregenz am Bodensee um diese Jahreszeit normalerweise bei etwa +1 °C liegende Tagesmitteltemperatur betrug dort am 2. Januar nur noch −10 °C. Dort blieb es bis einschließlich des 9. Januars bei sich allerdings abschwächendem Dauerfrost. Zwei Tiefs aus Schottland und über der polnischen Ostsee brachten am 2. Januar eine leichte Frostmilderung und erneuten, starken Schneefall, der zum Abend bis in den Südwesten der Bundesrepublik vordrang. In der Nacht auf den 3. Januar herrschten auf Rügen immer noch −15 °C.
Am 3. Januar sorgte ein Tief für eine Frostabschwächung und für weitere Schneefälle. In Putbus kamen noch einmal 15 cm hinzu.

### Folgen
Die Folgen waren gravierend. Meterhohe Schneeverwehungen brachten den Straßen- und Eisenbahnverkehr zum Erliegen; viele Ortschaften waren von der Außenwelt abgeschnitten.
In Dänemark mussten schon in der Nacht auf den 30. Dezember feststeckende Fahrzeuge mit Panzern freigeschleppt werden. Ähnlich dramatisch war die Lage im Kreis Schleswig-Flensburg, wo viele Ortschaften abgeschnitten waren. Auch Flensburg selbst war eine Weile weder per Straße noch per Bahn erreichbar. Der Autobahngrenzübergang zu Dänemark blieb mehrere Tage geschlossen. Die ersten Todesopfer im Norden der Bundesrepublik gab es bereits am Silvestertag.
Vielerorts fielen Strom und Telefonnetze aus, da sich bis zu 30 cm dicke Eispanzer um die Leitungen legten und viele Strom- und Telefonmasten unter dem Gewicht des Eises und dem Rütteln des Sturms zusammenbrachen. Räumfahrzeuge der Gemeinden konnten die Schneemassen nicht mehr bewältigen, sodass die Bundeswehr bzw. die Nationale Volksarmee und die in der DDR stationierte Sowjetarmee mit Panzern eingesetzt wurden, um zumindest liegengebliebene Fahrzeuge und Züge zu erreichen oder Not- und Entbindungsärzte zu den Patienten zu bringen. Der Sturm wehte jedoch immer wieder Schnee auf die gerade freigeräumten Straßen. Streusalz blieb bei den tiefen Temperaturen wirkungslos. Ebenso waren die Inseln nicht mehr erreichbar und auf sich selbst gestellt. Kleinviehbestände gingen zugrunde, der Ausfall örtlicher Bäckereien führte zu Brotmangel. Neben den Hilfsorganisationen kämpften auch Stromversorger und Deutsche Bundespost bzw. Deutsche Post mit den Schneemassen, um Strom- und Telefonleitungen wieder in Betrieb zu nehmen. Bei diesen ungewöhnlich tiefen Temperaturen ausflockender Dieselkraftstoff erschwerte Arbeiten jeder Art in diesen Tagen zusätzlich.
Am 2. Januar waren noch 150 west- und 50 ostdeutsche Dörfer von der Außenwelt isoliert und wurden aus der Luft versorgt. Viele landwirtschaftliche Betriebe litten unter dem Stromausfall und der eisigen Kälte. Sehr viele Kühe konnten nicht maschinell gemolken werden. Die gemolkene Milch musste ans Vieh verfüttert oder zum Teil weggeschüttet werden, da sie nicht abgeholt werden konnte. Husum wurde noch am 3. Januar aus der Luft versorgt. Am 3. Januar abends konnte die seit dem 30. Dezember 1978 geschlossene Grenze nach Dänemark wieder geöffnet und das über mehrere Tage geltende, strikte Verbot der Benutzung von Privatfahrzeugen allmählich aufgehoben werden.

### Bundesrepublik Deutschland – Schleswig-Holstein, Hamburg, Niedersachsen

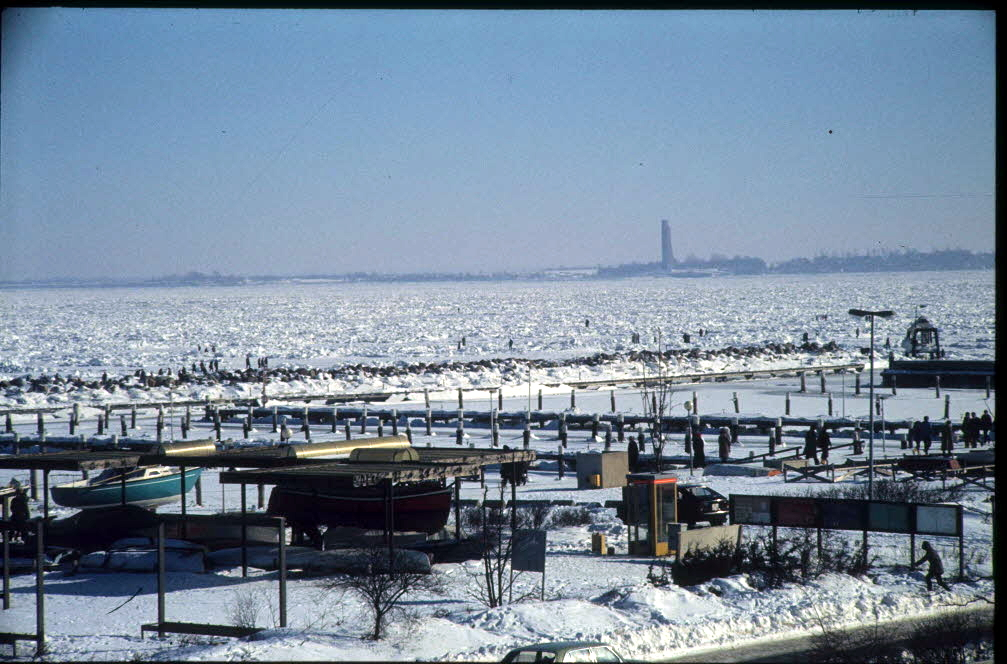
Vereiste Kieler Förde

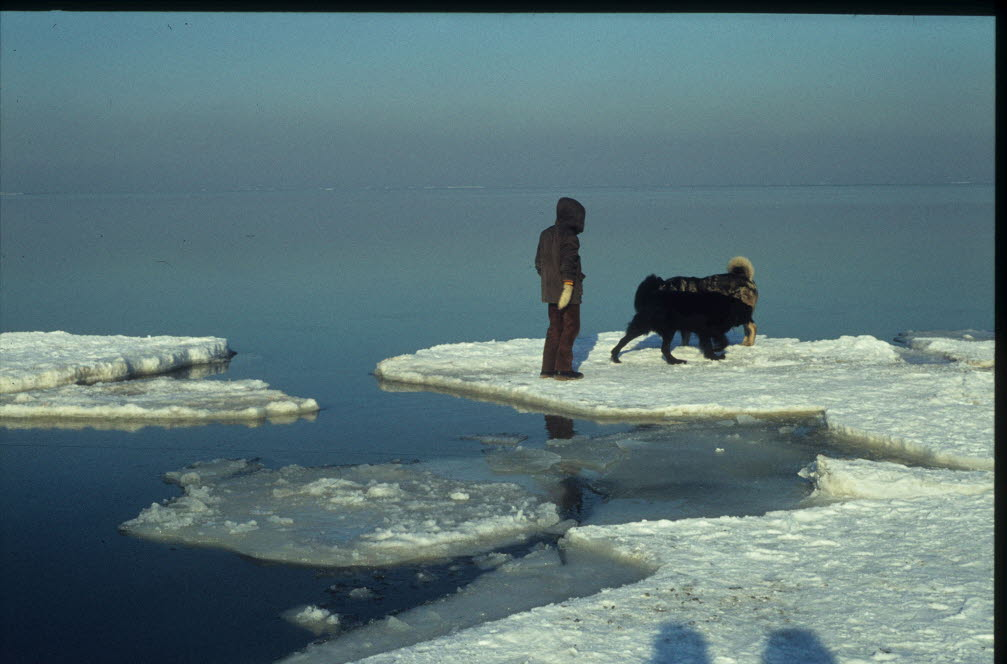
Eisschollen am Schönberger Strand

Eine Koordinierung der Hilfe war anfangs schwierig, da eine Zusammenarbeit zwischen Gemeinden, Hilfsorganisationen, Armee, Stromversorgern und Post in der föderal organisierten Bundesrepublik nie geplant worden war. In Absprache mit den Landräten von Nordfriesland und Schleswig-Flensburg übernahm der Kommandeur der 18. Panzerbrigade Oberst Erwin Hentschel die Leitung der Rettungsarbeiten. Oberst Hentschel verhängte bereits am 30. Dezember eine generelle Urlaubssperre für die gesamten Truppen in Schleswig-Holstein und forderte Schneefräsen aus Bayern und Bergepanzer aus ganz Norddeutschland an.  Dies war die erste Anwendung der wenige Jahre zuvor verabschiedeten Notstandsgesetze in der Bundesrepublik. Es gab keine gemeinsamen Funkfrequenzen, auf denen Bundeswehr und zivile Rettungsdienste hätten kommunizieren können. Zudem waren anfangs die Telefonleitungen unterbrochen, sodass man verbreitet vor Ort von den üblichen Kommandostrukturen abgeschnitten und auf Eigeninitiative angewiesen war. Wo technischer Sachverstand bestand, wurden Funk- und Radiogeräte manipuliert, um das Kommunikationsproblem zu lösen. Die Bundeswehr setzte eilends ausgerüstete Funkpanzer der Fernmeldetruppe als Relaisstationen im Katastrophengebiet ein. Die Bundespost bat ihre Mitarbeiter im Verband der Funkamateure der Deutschen Bundespost (VFDB) um Hilfe. Funkamateure aus Schleswig-Holstein und Umgebung nahmen den Notfunkbetrieb auf und ermöglichten so eine Koordination der Hilfskräfte untereinander. Die Fahrzeuge der Rettungsdienste konnten auf den zugeschneiten Straßen nicht mehr verkehren. Die Bundeswehr setzte auch ihre geländegängigen Sanitätskraftwagen ein und übernahm den zivilen Rettungsbetrieb nahezu komplett. Teils wurden eingemottete Fahrzeuge aus Bundeswehrdepots aktiviert. Wegen des herrschenden „Kalten Krieges“ war die Bundeswehr damals deutlich größer als heute; sie war ebenso wie die NVA zwar im Urlaubsmodus, aber prinzipiell einsatzbereit und darauf vorbereitet, Truppen und technisches Gerät schnell zu mobilisieren. 25.000 Armeeangehörige waren im Einsatz.
In Nordfriesland und Angeln lagen die Schneewehen bis zu 5 Meter hoch, so dass selbst die Bergepanzer große Schwierigkeiten hatten, die Straßen zu räumen und die eingeschneiten Menschen zu retten. Viele Bauern hatten nach Ausfall der Stromleitungen Probleme das Vieh zu versorgen und zu melken. Als der Sturm am 1. Januar nachließ, konnten, nachdem Monteure mit Hubschraubern gebracht worden waren, erste Stromleitungen repariert werden.
Auch in Hamburg kam es tagelang zu erheblichen Verkehrsproblemen – so mussten etwa im Januar und erneut im Februar 1979 die Züge der elektrischen Hamburger S-Bahn zum Teil von Diesellokomotiven gezogen werden, da die Stromschienen vereist bzw. zugeschneit waren. Die Bundeswehr setzte Ersatzbusse ein und half beim Freilegen der Schienenwege.
Auch in Niedersachsen türmte sich der Schnee durch Schneeverwehungen meterhoch. In Hannover kam das öffentliche Leben zum Erliegen. Schneestürme, Eisglätte und starke Winde hatten Busse und Bahnen, Taxen und Fernzüge, Autos und Fahrräder lahmgelegt. Die Straßen und Fußwege waren kaum passierbar, jede Menge Silvesterfeiern mussten zwangsweise ausfallen. Am Silvestertag war der Bahnbetrieb in Hannover und Umgebung eingestellt, in der U-Bahn-Station Kröpcke standen viele gestrandete Menschen herum – manche bereiteten schon ein Nachtlager vor. Nicht anders in weiteren Regionen wie dem Peiner Land und in Hildesheim. Teilweise mussten die Straßen mit Radladern vom Schnee befreit werden. Ähnlich war die Situation im Oldenburger Land.
In der Bundesrepublik Deutschland starben durch die Ereignisse insgesamt 17 Menschen. Die Schäden betrugen 140 Millionen D-Mark. Hier waren weniger die Industrie, sondern vor allem landwirtschaftliche Betriebe sowie Privatpersonen die Geschädigten.

### DDR

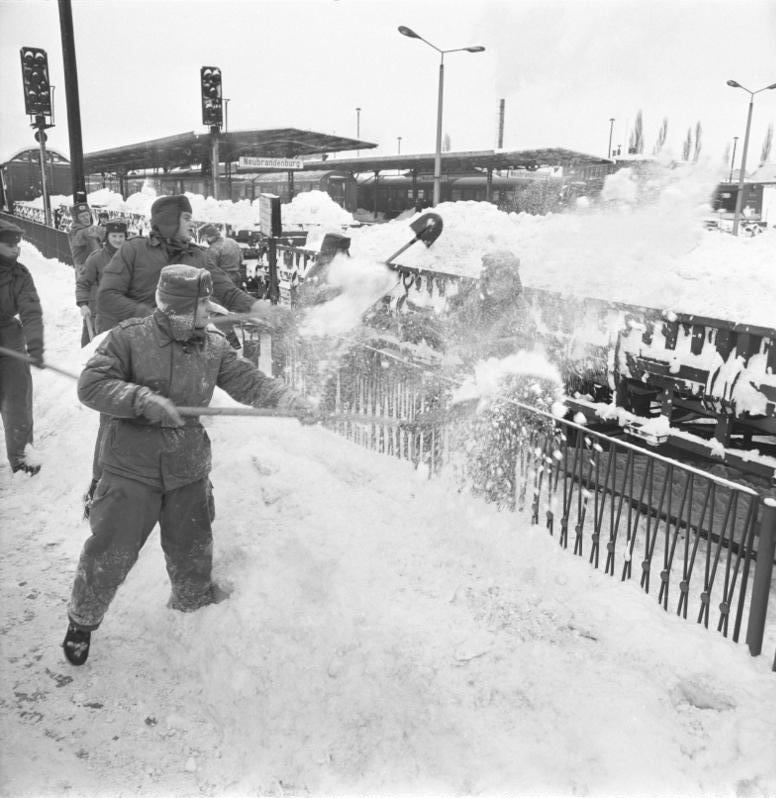
NVA-Soldaten beim Schneeräumen in Neubrandenburg (2. Januar 1979), Foto: Benno Bartocha

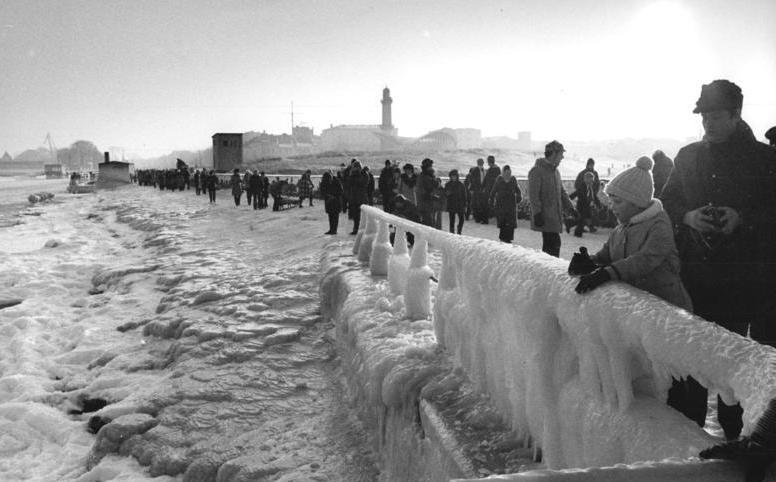
Schnee- und Eispanzer in Warnemünde einige Tage nach dem Schneesturm (9. Januar 1979)

Der Dezember 1978 war in der DDR überwiegend nass und mild, die dortigen Tagebaue waren aufgeweicht, sodass die Braunkohleförderung in diesem Monat nur 75 % des Plans betrug. Wolfgang Mitzinger, einer der Stellvertreter des DDR-Energieministers Klaus Siebold, war am 29. Dezember im Ministerium alleinverantwortlich. Er erhielt, während noch fast 10 °C gemessen wurden, Wetterwarnungen und brisante Meldungen des Meteorologischen Dienstes. Er rief aber anstatt der dafür angemessenen höchsten Einsatzstufe III, die ein sofortiges Einberufen eines Operativstabes erfordert hätte, zunächst nur die Stufe II aus, weil man sich einen derartigen Wintereinbruch nicht vorstellen konnte und ihm in der Vergangenheit übervorsichtiges Handeln vorgehalten worden war.
Die Vereisung der Oberleitungen und der Weichen der Kohlenbahnen führte ab dem Silvestermorgen zur Störung und später Unterbrechung des Braunkohletransports im Lausitzer Braunkohlerevier. Da der Strom in der DDR zu 75 % aus Braunkohle erzeugt wurde und die Vorratsbunker der Kraftwerke nur geringe Reserven boten, brachen innerhalb von 24 Stunden große Teile der Strom- und Fernwärmeversorgung zusammen. Durch den hohen Wassergehalt (bis zu 60 %) gefror die Braunkohle in den Gruben sowie in den Bahnwaggons. Ein mechanisiertes Entladen war nicht mehr möglich. Die Regierung der DDR schickte Tausende Arbeitskräfte mit Handwerkzeugen in die Lausitz, um die vereisten Kohleklumpen aus den Waggons zu lösen. Sie bot an, notwendige Werkzeuge, egal woher, zu besorgen. So wurden nach einer Anforderung des DDR-Haupt-Energiedispatchers u. a. 500 Bohrhämmer vom westdeutschen Otto-Versand innerhalb weniger Stunden in die DDR geliefert. Sie konnten erfolgreich eingesetzt werden. Den Durchbruch brachten allerdings erst auf Fahrzeuge montierte Düsentriebwerke von stillgelegten MiG-17, mit welchen die in den Waggons festgefrorene Kohle aufgetaut wurde. Diese brauchten jedoch große Mengen Kerosin und beschädigten die Waggons durch die intensive Hitze. Auch Sprengladungen kamen zum Losbrechen der Kohle aus den Wagen zum Einsatz.
In Berlin sowie im NVA-Hauptquartier Strausberg nahm man die katastrophale Lage speziell auf Rügen sowie in Polen zuerst nur beiläufig zur Kenntnis und bewertete dies als regionale Probleme, zumal es auf Rügen genug Militär gab. Siebold ließ die Kohlezufuhr am Morgen des 31. Dezember 1978 auf die Kraftwerke konzentrieren und die Brikettfabriken in den Warmhaltebetrieb gehen. Dennoch fielen die Stromlieferungen des größten Kohlekraftwerkes der DDR in Boxberg, das täglich 100 000 t Kohle brauchte, sowie weiterer Lausitzer Kraftwerke bereits zum Silvesterabend aus. Trotz zweier eilig nach Boxberg geschaffter Düsentriebwerke war es völlig unmöglich, die enorme Menge von etwa im Viertelstundentakt jeweils benötigten 1000 t zu entladen. Erst in der Nacht auf Neujahr trat die zentrale Katastrophenkommission im Ministerrat unter Abwesenheit von Erich Honecker, der noch am 30. Dezember zu einer Afrika-Reise aufgebrochen war, Willi Stoph und weiterer ranghoher Mitglieder zusammen und gab am Neujahrstag, einem Montag, um 4:00 Uhr morgens den Befehl zum Ausrücken der NVA. Insgesamt waren mehr als 50.000 Armeeangehörige im Einsatz, darunter das Luftsturmregiment 40 im Skieinsatz zur Versorgung der Zivilbevölkerung im Stationierungsraum. Soldaten räumten in den Kraftwerken und Tagebauen zugeschneite Gleise frei, machten eingefrorene Weichen gangbar, hackten gefrorene Kohle manuell aus den Waggons und trieben Förderbänder, deren Motoren mangels Strom ausfielen, mit den Händen an. Sowjetische Soldaten auf Rügen unterstützten die dortige Bevölkerung mit Brot aus Militärbäckereien. Im Norden der DDR wurden Ausgangssperren und Fahrverbote ausgesprochen.
Schon am arbeitsfreien Neujahrstag stand nur noch halb so viel Energie zur Verfügung wie benötigt wurde. Auch die Gasproduktion ging zurück. Die für ein funktionierendes Stromnetz erforderliche, in der DDR ohnehin chronisch unterschrittene Netzfrequenz von 50 Hz sank immer mehr ab, ein bisher noch nicht vorgekommener, völliger Kollaps des gesamten DDR-Stromnetzes rückte bedrohlich nahe. Zur Vermeidung desselben lag die bislang nie umgesetzte Handlungsanweisung des Energieministeriums „Netz in Gefahr – Stufe X“ für den äußersten Notfall in den Aktenschränken der Energieversorger bereit. Nur durch großflächige Abschaltungen konnte ein zur Aufrechterhaltung der Netzfrequenz notwendiges, annäherndes Gleichgewicht zwischen Erzeugung und Verbrauch gehalten werden. Unterstützung aus dem RGW-Energieverbundnetz „Vereinigtes Energiesystem Frieden“ war nicht zu erwarten, weil dieses ebenfalls nahe am Zusammenbruch war. Die Abschaltungen wurden von Fachleuten gegenüber einem völligen Zusammenbruch des DDR-Stromnetzes als das kleinere Übel eingeschätzt. Schon am Silvestertag 1978 war u. a. in Leipzig und Rostock sowie in ländlichen Gegenden an der Ostsee der Strom vorübergehend abgestellt worden, kurz nach dem Jahreswechsel dann bspw. auch im hochgelegenen Oberhof, wodurch auch dort bei bis zu −28 °C Heizungen ausfielen.
Schließlich kam am Neujahrstag um 15 Uhr die Anweisung aus Berlin, die „Stufe X“ in den am wenigsten Strom produzierenden Bezirken Suhl, Erfurt und Gera unverzüglich umzusetzen: Die Dispatcher schalteten die Großtransformatoren innerhalb von drei Minuten ab; 2,5 Millionen Menschen waren ohne jegliche Vorankündigung ab sofort ohne Strom. Der flächendeckende Netzkollaps konnte mit dieser radikalen Maßnahme jedoch abgewendet werden. Sogar die dortige Staatsgrenze zur Bundesrepublik war spannungslos; eine mit Drohungen verbundene Aufforderung des Erfurter Grenztruppenkommandanten zum Einschalten des Stroms für die Grenzanlagen wurde vom zuständigen Dispatcher mit dem Hinweis auf dort vorhandene (offenbar durch vernachlässigte Wartung funktionsuntüchtige) Notstromaggregate abgelehnt. Die Stasi erschien noch am gleichen Abend in der für die Stromverteilung in der DDR zuständigen Bereichslastverteilung in Erfurt und kassierte die dortigen Schichtbücher. Im Klinikum Rosenthal (Weimar) mit 150 Betten versagte das Notstromaggregat. Es konnte erst durch das Organisieren von Autobatterien aus Reichsbahnbeständen mit stundenlanger Verzögerung gestartet werden.
Weiteren 150.000 Verbrauchern wurde die Gaszufuhr am Mittag des 1. Januar abgestellt. Das einzige große Kraftwerk, welches in diesen Tagen Strom mit voller Leistung lieferte, war das Kernkraftwerk Lubmin.
Am 2. Januar 1979 unterstützten allein im Senftenberger Revier nun 12.000 Angehörige der bewaffneten Organe die Kumpel; das Revier lieferte zwei Drittel der planmäßigen Kohlemenge. In der Nacht zum 3. Januar bekamen die Städte Leipzig, Erfurt, Gera und Suhl wieder Strom; Rügen war zu dieser Zeit immer noch ohne Strom. Am 3. Januar tags konnte ein Großteil Thüringens zugeschaltet werden, die letzten Dörfer dort jedoch erst am 5. Januar. Ab dem 4. Januar gab es wieder überall Gas. Das Kraftwerk Boxberg lieferte am 4. Januar 1979 wieder mehr als die halbe Nennleistung. Die Industrie hatte noch bis Mitte Januar mit Energierationierungen zu kämpfen.
Der Rügendamm wurde in der Nacht auf den 30. Dezember durch bis zu 5 m hohe Schneewehen unpassierbar. 12.000 Einwohner und 3000 Gäste waren vom Festland isoliert. Ein Reisezug war zwischen Lietzow und Sagard auf Rügen mehr als 48 Stunden im Schnee eingeschlossen. Immerhin gab es auf Rügen (z. B. in der Kaserne Prora) reichlich mit schwerem Gerät ausgestattetes Militär. Dieses rückte auf Bitte der SED-Kreisleitung am 30. Dezember zu Hilfeleistungen aus. Eine Versorgung der Einwohner aus der Luft war wegen des starken Sturmes erst ab dem 1. Januar möglich. Erst nach mehreren Tagen konnten die wichtigsten Verkehrswege notdürftig befahren werden. Selbst in diesen Tagen Verstorbene konnten in dem Schneechaos auf Rügen nicht bestattet werden. Mehrere hochschwangere Frauen auf der Insel Rügen wurden mit Militärhubschraubern zur Entbindung nach Stralsund geflogen; alle Mütter und Kinder überlebten. Bis zu 6 m hohe Schneeverwehungen, die durch Flugsand noch verhärtet waren, standen den Räummannschaften im Wege. Um die Bahnstrecke Saßnitz–Bergen freizulegen, sprengten NVA-Pioniere Schneeverwehungen. Am 6. Januar gegen 18 Uhr war der Rügendamm wieder passierbar.
In der DDR starben mindestens fünf Menschen bei Unfällen. Eine offizielle Statistik ist nicht bekannt. Eine andere Recherche gibt 18 Tote und 440 Verletzte allein bei über 700 Verkehrsunfällen an; zuzüglich der Menschen, die auf Rügen im Schneesturm und in eingeschneiten Autos erfroren oder von Kettenfahrzeugen überrollt wurden. Erst im Mai fand man auf Rügen nach dem Abtauen des Schnees eine weitere Leiche. 40.000 Ferkel und Kälber sowie 90.000 Küken erfroren, weil Stallheizungen oder Wärmelampen ausfielen. Schafe auf dem Darß, für die es keine Ställe gab, überlebten den tagelangen Schneesturm im Freien. Nachdem sie geborgen waren, wurden sie an ihren Futterstellen von hungrigen Wildschweinen, teilweise mit tödlichen Folgen, attackiert.
Die ostdeutsche Wirtschaft hatte Jahre an den Folgen des Winters 1978/79 zu tragen. Die größten Schäden entstanden infolge der Stromausfälle unter anderem an Hochöfen. Die nationale Steinkohlereserve der DDR wurde am 3. Januar 1979 aufgelöst. Zu deren Auffüllung gab die DDR danach 200 Millionen Valutamark für Steinkohlenkoks aus der Bundesrepublik aus. Der Gesamtschaden infolge dieses Wintereinbruches, von dem besonders die Industrie betroffen war, wurde mit 8 Milliarden Mark angegeben. Die Staatssicherheit registrierte einen starken Schwund des Vertrauens der Bevölkerung in die Regierung, beschädigte dieses jedoch zusätzlich, indem sie alle wichtigen Unterlagen über die Energiekrise beschlagnahmte. Weiterhin bezeichnete sie es als „schockierend“, dass die straff geführte Plan- und Volkswirtschaft, obwohl diese nun bereits 30 Jahre bestand, dermaßen anfällig war. Energieminister Siebold wurde abgesetzt und Mitzinger sein Nachfolger. Nachdem das volkswirtschaftliche Desaster einigermaßen überwunden worden war, wurde es anlässlich des 30. Jahrestages der DDR in Form einer Auszeichnungswelle heroisiert.

### An den deutschen Küsten
Durch den Nordost-Sturm bekamen die Hafenstädte Flensburg, Eckernförde, Kiel, Lübeck, Wismar, Stralsund und Rostock zusätzlich große Hochwasserprobleme, die darin gipfelten, dass sich mehr und mehr Eisschollen in den Häfen übereinander stapelten und den Schiffsverkehr völlig zum Erliegen brachten. Ein unbesetztes Ausflugsschiff kenterte. Die hafennahen Straßen waren von Eis bedeckt, Autos teilweise bis zur Türkante im Eis eingefroren. Bis zum Neujahrstag gab es in Westdeutschland bereits zwölf Tote.
In Nordfriesland wurden Soldaten und Ausrüstung des Aufklärungsgeschwaders 52 aus Leck zur Räumung der Bundesstraßen B 5 und B 199 eingesetzt; vorrangig um die Straßenverbindung zum Kreiskrankenhaus in Niebüll freizuhalten. Das Geschwader stellte auch für Zivilpersonen Unterkünfte in der General-Thomsen-Kaserne in der Gemeinde Stadum zur Verfügung.

### Dänemark und Schonen
Die Schneekatastrophe hatte auch in Teilen der angrenzenden Länder, wie zum Beispiel im südlichen Dänemark oder im südschwedischen Skåne, Auswirkungen. Die Wetterstation bei Keldsnor auf der Insel Langeland registrierte in den betreffenden vier Tagen 51 mm Niederschlag in Form von Schnee und durchgehend Starkwind oder Sturm, der am Silvesterabend mit 26 m/s Windstärke 10 erreichte. Besonders betroffen waren Lolland und Falster, wo es Schneeverwehungen von über fünf Metern Höhe gab. Der Schneesturm führte in den betroffenen Landesteilen zu einem Verkehrschaos. Im südlichen Jütland mussten 1000 Personen aus eingeschneiten Fahrzeugen gerettet werden, die deutsch-dänische Grenze war zeitweise geschlossen. Selbst Räumfahrzeuge des Militärs, mit denen Verletzte und Schwangere geborgen werden sollten, hatten Probleme und fuhren sich teilweise fest.

## Februar 1979
Ab Dienstag, dem 13. Februar 1979 – die Verwehungen des Ereignisses sechs Wochen davor waren noch nicht abgetaut – kam es erneut zu starken Schneefällen, -stürmen und -verwehungen mit ähnlich gravierenden Auswirkungen. Über Nordskandinavien lagerten erneut sehr kalte Luftmassen mit Temperaturen von bis zu −40 °C in Bodennähe. In den betroffenen, vor allem norddeutschen Gebieten wurde es mit meist im unteren einstelligen Minusbereich liegenden Temperaturen zwar bei Weitem nicht mehr so kalt wie zum Jahreswechsel, aber die Sturmintensität übertraf die von Ende 1978 / Anfang 1979 teilweise noch. Die Wetterstation auf Sylt registrierte am 15. Februar eine Böe mit 106 km/h. Der Neuschnee von Mitte Februar summierte sich zu den noch vom vorangegangenen Wintereinbruch großteils liegengebliebenen Schneemassen.
Der neuerliche Einbruch traf diesmal vor allem das südliche Schleswig-Holstein sowie große Teile Niedersachsens und die drei Nordbezirke der DDR und führte erneut in sämtlichen Landkreisen Schleswig-Holsteins zu Katastrophenalarm. Ostfriesland traf es diesmal noch härter als beim ersten Schub. Auch dieses Mal dauerten die Störungen bis zum Ende der Woche an. Erneut gab es ein Ostseesturmhochwasser, in Flensburg 1,6 Meter über normal. Auch gab es wieder Todesopfer.
Im Norden der DDR tobten Schneestürme mit bis zu 25 m/s (90 km/h). Nachdem die Bahnstrecke Schönwalde–Lubmin am Abend des 13. Februars in einem Einschnitt meterhoch zugeweht wurde und einem Schienenersatzverkehr am nächsten Morgen auch kein Weg zum Kernkraftwerk gebahnt werden konnte, arbeitete die für die Nacht vom 13. auf den 14. Februar eingeteilte, im Kraftwerk eingeschlossene, aus etwa 1000 Personen bestehende Schicht mehr als 50 Stunden durch, bevor die erste Ablösung am 16. Februar – immer noch im Schneetreiben – mit Armeehubschraubern gebracht werden konnte. Pro Hubschrauber konnten 12 Personen ein- bzw. ausgeflogen werden; der Schichtleiter verließ das Kraftwerk nach einem 70-Stunden-Dienst mit dem letzten Flug.
Zugreisen von normalerweise wenigen Stunden Dauer erstreckten sich in dieser Zeit zum Teil über Tage, weil die Züge oft stundenlang im Schnee feststeckten und, nachdem sie freigeräumt wurden, nach kurzer Fahrt erneut blockiert waren. In einigen Fällen konnte das letzte Stück der Reise nur in Panzern, Traktoren oder anderen geländegängigen Fahrzeugen zurückgelegt werden.

## Klimatologische Einordnung des Schneewinters 1978/1979
Mitte März 1979 gab es eine dritte Schneewelle, Ende März und Anfang April beträchtliche Tauhochwässer. In Husum lag bis zum 20. Mai 1979 Schnee.
Der Winter gehört zu den zehn härtesten Wintern der Nachkriegszeit in Norddeutschland. Mit 67 Tagen geschlossener Schneedecke (28. Dezember 1978 bis 4. März 1979) stellte die Saison einen Rekord seit dem Hungerwinter 1946/47 auf. Bei den mittleren Schneehöhen wurde sie nur von den Wintern 1984/85 und 1986/87 übertroffen. In Bezug auf die Temperaturen (Kältesumme – addierte negative Tagesmitteltemperaturen – von 258 Kelvin) waren aber die Winter 1962/63 (398), 1969/70 (327), 1995/96 (293), 1984/85 (279) und 1986/87 (259) noch härter; die vier Kriegs- und Nachkriegswinter verzeichneten 1946/47 (506 Kelvin), 1939/40 (504), 1941/42 (425) und 1940/41 (282).

## Medien
- Uwe Belz: Begegnungen im Schnee. Dokumentarfilm, DDR, DEFA 1979.[35]
- Katja Herr: Der Katastrophenwinter 1978/79 – Als der Osten im Schnee versank. Dokumentarfilm, Deutschland, MDR 2003.
- Die weiße Gewalt. Dokumentation, Eigenproduktion Landkreis Aurich, 1979, DVD 2007 (Weblink, landkreis-aurich.de; Trailer zur DVD)
- Katja Herr: Das Schneechaos 1978. Ein Film aus der ARD-Sendereihe: Protokoll einer Katastrophe. Dokumentarfilm, Deutschland, MDR 2014.
- Gerald Grote, Claus Oppermann: Schnee von gestern. Der Private Blick auf die Schneekatastrophe 1978/79. Dokumentation, 8mm Kino, DVD 2008, nominiert als Beste Dokumentation, Norddeutscher Filmpreis 2009.
- Katja Herr: Sechs Tage Eiszeit – Der Katastrophenwinter 1978/79. Dokumentarfilm, Deutschland, MDR 2018.